# فاندوم فروي

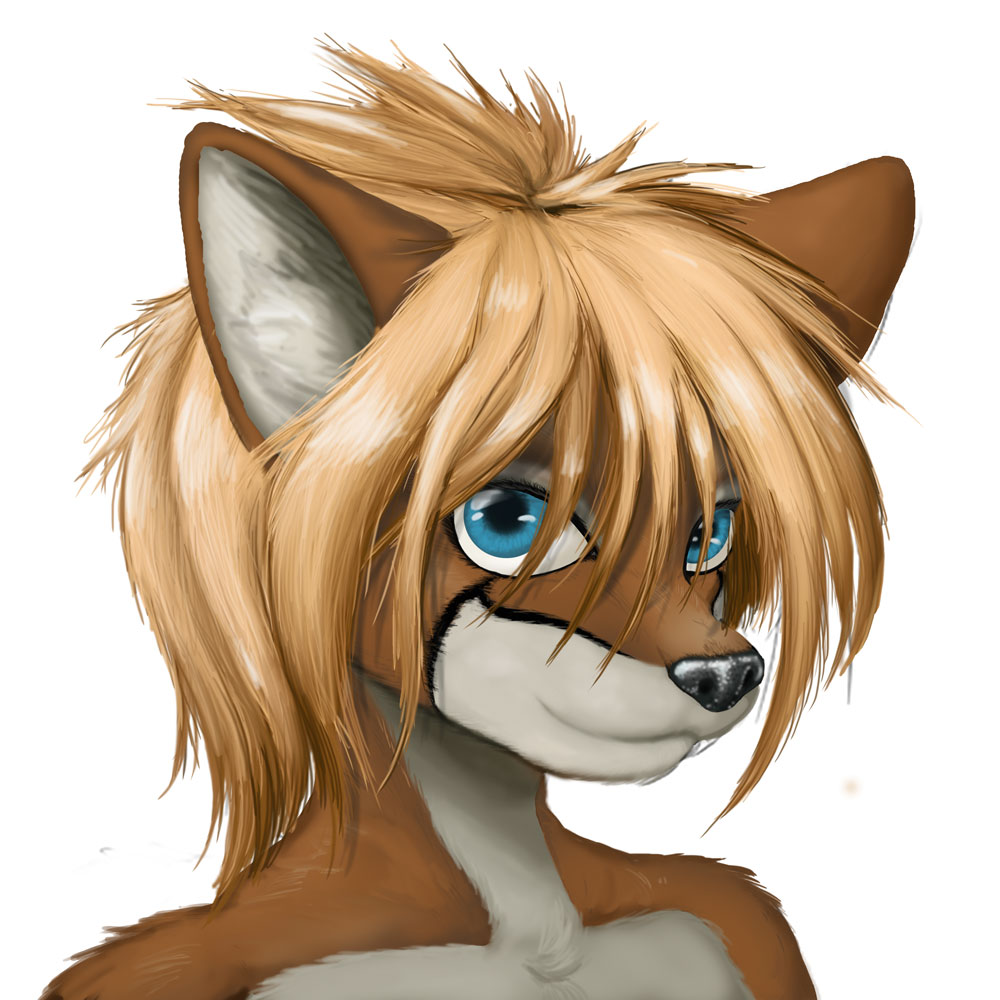
ثعلبة مجسمة (أنثى الثعلب)، شخصية فروي نموذجية

المهتمين بالحيوانات المؤنسة (بالإنجليزية: Furry fandom)‏؛ هي ثقافة فرعية للأشخاص المهتمين بالحيوانات المؤنسة، ويتشارك هؤلاء حبهم لتلك الشخصيات فيقومون بتقمصها وارتداء ملابسها أو ازيائها التعويذية. تشمل الأمثلة على السمات المجسمة إظهار الذكاء البشري وتعبيرات الوجه، والتحدث، والمشي على قدمين، وارتداء الملابس. يستخدم مصطلح «المهتمين بالحيوانات المؤنسة» أيضًا للإشارة إلى المجتمع الفروين الذين يتجمعون على الإنترنت وفي مؤتمرات الفروين.

## تاريخ
تعود جذور المعجبين بالفروين إلى الحركة الهزلية تحت الأرض في السبعينيات، وهي نوع من الكتب المصورة التي تصور محتوى صريحًا. في عام 1976، أنشأ زوجان من رسامي الكاريكاتير جمعية الصحافة الهواة فوتي ، والتي كانت مخصصة للفن الذي يركز على الحيوانات. احتوت العديد من أعمالها المميزة على موضوعات للبالغين، مثل «أوماها» راقصة القط ، والتي تضمنت جنسًا صريحًا. نمت Vootie عددًا صغيرًا من المتابعين على مدار السنوات العديدة التالية، وبدأ مساهموها في الاجتماع في مؤتمرات الخيال العلمي والكوميديا.
وفقًا لمؤرخ المعجبين فريد باتن، نشأ مفهوم الفروين في مؤتمر خيال علمي في عام 1980،  عندما بدأت شخصية رسم من كتاب ستيف جالاتشيأنثروبومورفيكس البيدو مناقشة الشخصيات المجسمة في روايات الخيال العلمي. أدى ذلك إلى تشكيل مجموعة مناقشة اجتمعت في مؤتمرات الخيال العلمي واتفاقيات الرسوم الهزلية.
تم استخدام مصطلح فيري فاندوم في وقت مبكر من عام 1983، وأصبح الاسم القياسي لهذا النوع بحلول منتصف التسعينيات، عندما تم تعريفه على أنه «التقدير المنظم ونشر الفن والنثر فيما يتعلق بـ الفروين»، أو شخصيات مجسمة خيالية للثدييات ".  ومع ذلك، فإن المعجبين يعتبرون أن أصول فروي المعجبين كانت أقدم بكثير، مع أعمال خيالية مثل الغابة السعيدة صدر في عام 1965، روايةالماء ينزلق لريتشارد آدمز، التي نُشرت في عام 1972 (والتكيف مع فيلم 1978)، وكذلك ديزني روبن هود كأمثلة يتم الاستشهاد بها كثيرًا. خلقت مناقشة مجموعة أخبار الإنترنت في التسعينيات بعض الفصل بين محبي شخصيات «الحيوانات المضحكة» والشخصيات ذات الفراء، بهدف تجنب الأمتعة التي ارتبطت بمصطلح «فروي».
خلال الثمانينيات، بدأ المعجبون ذوو الفراء في نشر المعجبين، وطوروا مجموعة اجتماعية متنوعة بدأت في النهاية في جدولة التجمعات الاجتماعية.  بحلول عام 1989، كان هناك اهتمام كافٍ بتنظيم أول اتفاقية خاصة بالفرو.  كان يسمى مع ذات الفراء، وعقد في فندق هوليداي إن بريستول بلازا في كوستا ميسا، كاليفورنيا.  في العقد التالي، أصبح الإنترنت متاحًا لعامة الناس وأصبح الوسيلة الأكثر شيوعًا للتواصل الاجتماعي لعشاق الفراء.   تم إنشاء مجموعة الأخبار alt.fan.furry في نوفمبر 1990، وأصبحت البيئات الافتراضية مثل أيضًا أماكن شائعة على الإنترنت للالتقاء والتواصل.

## وحي - الهام
غالبًا ما يُستشهد بالروايات الرمزية، بما في ذلك أعمال الخيال العلمي والخيال، والرسوم المتحركة التي تصور حيوانات مجسمة باعتبارها أول إلهام الحب. اقترحت دراسة استقصائية أجريت في عام 2007 أنه، عند مقارنتها بمجموعة تحكم غير فروي، فإن نسبة أعلى ممن يعرّفون أنفسهم على أنهم فروي أحبوا الرسوم الكرتونية «كثيرًا» كأطفال وتذكروا أنهم كانوا يشاهدونها كثيرًا، فضلاً عن كونهم أكثر من المحتمل أن تستمتع بأعمال الخيال العلمي أكثر من تلك الموجودة خارج المجتمع.

## أنشطة
وفقًا لمسح من عام 2008، يعتقد معظم الفروين أن الفن المرئي، والاتفاقيات، والأدب، والمجتمعات عبر الإنترنت مهمة للغاية بالنسبة للمعجبين. يهيمن الذكور على القاعدة الجماهيرية ذات الفراء، حيث أفادت الاستطلاعات بأن حوالي 80 ٪ من المشاركين من الذكور 

### الحرف

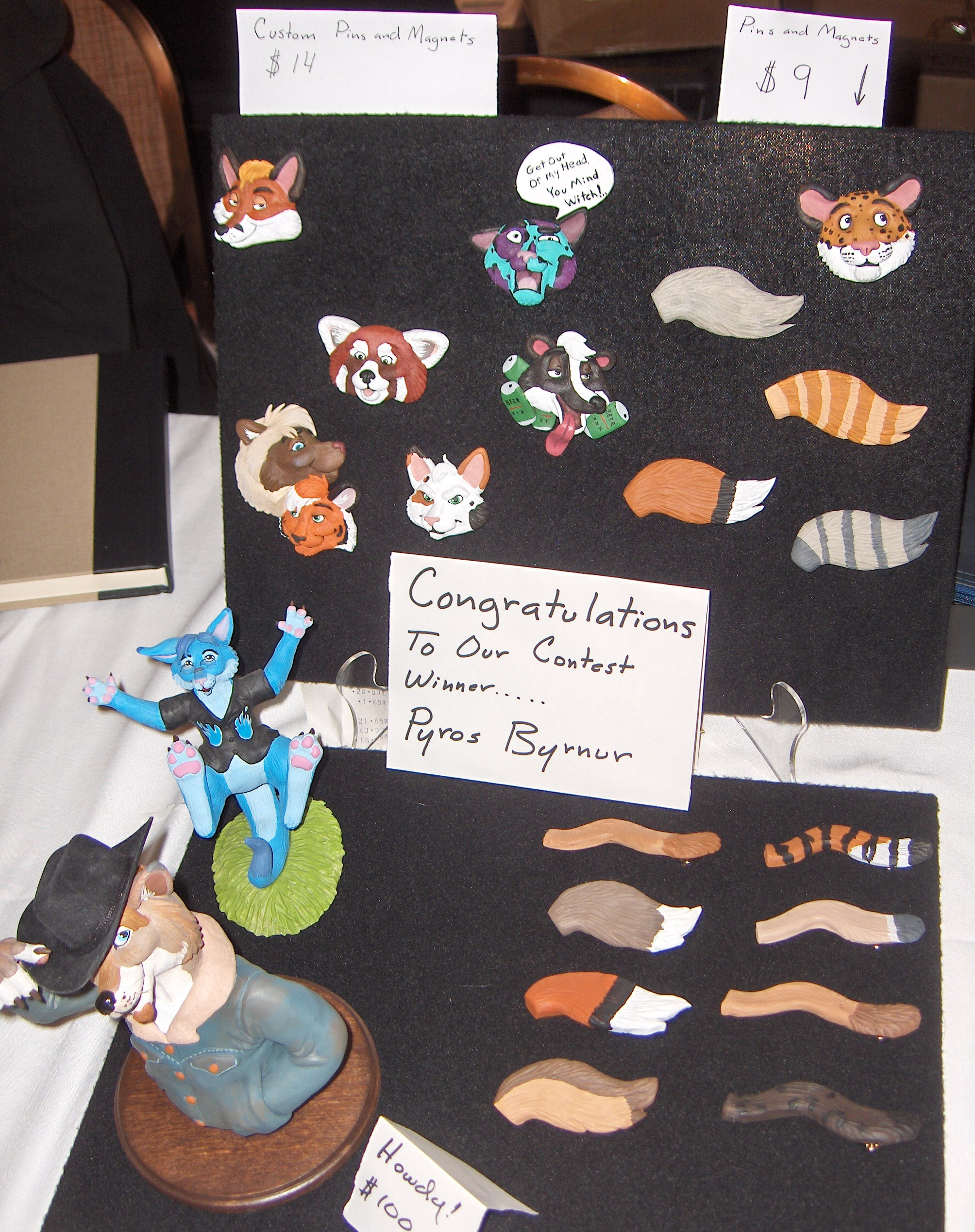
النحت في مزيد من الارتباك

المعجبين مع المهارات الحرفية خلق أفخم الألعاب الخاصة بهم، التي يشار إليها أحيانا لعبة محشوة، يشرح بناء الأزياء الخاصة التي تسمى فراء،  والتي يتم ارتداؤها للمتعة أو للمشاركة في المسيرات، واتفاقية التنكر، ترقص، أو المناسبات الخيرية لجمع التبرعات (كالفنانين). تتنوع الفساتين من التصميمات التي تتميز ببناء بسيط وتشبه رياضية جالبت الحض  إلى تلك ذات الميزات الأكثر تطورًا والتي تشمل آليات الفك المتحركة، والأجزاء المتحركة ، والماكياج الاصطناعي، وغيرها من الميزات. يتراوح سعر الفراء من 500 دولار، للتصميمات الشبيهة بجلب الحض، إلى ما يزيد عن 10000 دولار للنماذج التي تحتوي على الرسوم المتحركة. في حين أن حوالي 80٪ من الفراء لا تمتلك فراءً كاملاً،  غالبًا ما تشير إلى تكلفتها الباهظة كعامل حاسم، لدى الغالبية منها مشاعر إيجابية تجاه الفراء والأعراف التي مشاركة. قد يرتدي بعض المعجبين بدلات «جزئية» تتكون ببساطة من أذنين وذيل أو رأس وكفوف وذيل.
يتابع عشاق الحيوانات الفرويه أيضًا فن الدمى وتسجيل مقاطع الفيديو وأداء العروض الحية مثل سريع تي. الأرنب والأصدقاء و عرض معجبين بابوت ، وإنشاء إكسسوارات فروي، مثل الأذنين أو الذيول.

### لعب الأدوار
تُستخدم شخصيات حيوانات مجسمة تم إنشاؤها بواسطة مشجعين فروي، تُعرف باسم فورسوناس،  للعب الأدوار في ام يو دي،  في منتديات الإنترنت، أو في قوائم البريد الإلكتروني. يتم استخدام مجموعة متنوعة من الأنواع كأساس لهذه الشخصيات، على الرغم من أن العديد من عشاق الفراء (على سبيل المثال أكثر من 60٪ ممن شملهم الاستطلاع في عام 2007) يختارون تعريف أنفسهم بالآكلات اللحوم. تعد لعبة وحل الفروي، التي تم تأسيسها في عام 1990، هي أطول بيئة لعب الأدوار  تعرض العديد من المعجبين ذوي الفراء لأول مرة إلى القاعدة الجماهيرية من ألعاب لعب الأدوار متعددة اللاعبين عبر الإنترنت.[هل المصدر موثوق به؟]  هناك لعبة اجتماعية أخرى ذات شعبية كبيرة تسمى فوركاديا ، تم إنشاؤها بواسطة عين التنين للإنتاج. هناك أيضًا العديد من المناطق والمجتمعات ذات الطابع الفروي في العالم الافتراضي حياة ثانية.

### الاتفاقيات

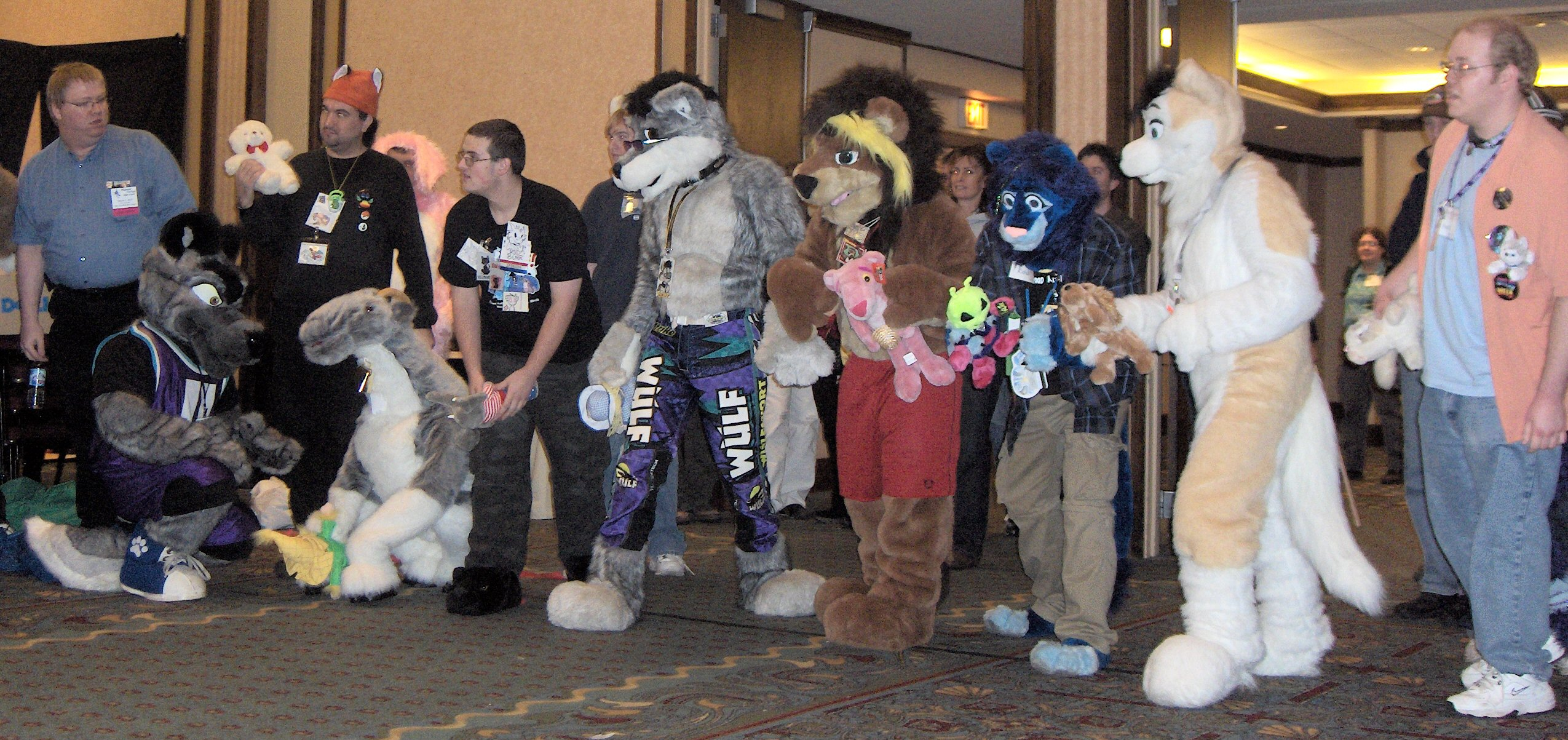
يستعد عشاق الفرو لسباق في ميدويست فورفيست 2006

مكن الاهتمام والعضوية الكافيين من إنشاء العديد من اتفاقيات الفرو في أمريكا الشمالية وأوروبا. اتفاقية فروي هي أن يجتمع المشجعون لشراء وبيع الأعمال الفنية، والمشاركة في ورش العمل، وارتداء الأزياء، والتواصل الاجتماعي. Anthrocon ، في عام 2008، يُقدر أن أكبر مؤتمر للفرو حضره أكثر من 5861 شخصًا،  قد حقق حوالي 3 دولارات مليون دولار لاقتصاد بيتسبرغ في ذلك العام. مؤتمر آخر، مزيد من الارتباك ، يعقد في سان خوسيه كل يناير، يتبع أنثروكون من حيث الحجم والحضور. تم جمع 470.000 دولار أمريكي في اتفاقيات للأعمال الخيرية من عام 2000 إلى عام 2009. اعتبارًا من ديسمبر 2017، يعد Midwest FurFest أكبر مؤتمر فروي في العالم.
أول مؤتمر معروف عن الفروين، مع ذات الفراء ،  لم يعد يُعقد؛ استبدله كاليفور ، حيث كان مقر كلتا الاتفاقيتين في جنوب كاليفورنيا. اقترح استطلاع أجرته جامعة كاليفورنيا ، ديفيس أن حوالي 40 ٪ من الفراء قد حضروا مؤتمرًا واحدًا على الأقل للفرو.
يحتوي الإنترنت على العديد من مواقع الويب ذات الفراء والمجتمعات عبر الإنترنت، مثل مواقع المجتمع الفني مثل Fur Affinity و Inkbunny و SoFurry و Weasyl ؛ مواقع التواصل الاجتماعي Furry 4 Life ، FurNation ؛ و WikiFur ، ويكي تعاوني ذو فروي. هذه، مع شبكات IRC FurNet و Anthrochat ، تشكل جزءًا أساسيًا من فاندوم الفرو. [بحاجة لتحديث] [بحاجة لتحديث] مجموعات أخبار Usenet مثل alt.fan.furry و alt.lifestyle.furry ، المشهورة من منتصف التسعينيات إلى عام 2005، تم استبدالها بالمنتديات الخاصة بالموضوع والقوائم البريدية ومجتمعات LiveJournal.[بحاجة لمصدر]
هناك العديد من موقع كومكس التي تعرض شخصيات حيوانات تم إنشاؤها بواسطة أو لعشاق الفراء؛ على هذا النحو، قد يشار إليها باسم كاريكاتير فروين . أحد هذه القصص المصورة، الثعلب ، تم نشره لأول مرة على CompuServe في عام 1986، قبل شبكة الويب العالمية بعدة سنوات،  بينما حصل فيلم آخر، Kevin and Kell من تأليف بيل هولبروك، على جائزة اختيار رسامي الرسوم المتحركة على الويب وجائزة Ursa جائزة التخصص.

## أسلوب حياة الفروين
ظهرت عبارات نمط الحياة الفروين ونمط الحياة الفروي لأول مرة في يوليو 1996 على مجموعة الأخبار alt.fan.furry أثناء نزاع مستمر داخل هذا المجتمع عبر الإنترنت. تم إنشاء مجموعة alt.lifestyle.furry الإخبارية في يوزنت لاستيعاب المناقشات التي تتجاوز فن الفروين والأدب، ولحل النزاعات المتعلقة بما يجب أو لا يجب أن يرتبط بالفاندوم؛ سرعان ما تبنى أعضاؤها مصطلح فروي أنماط الحياة ، ولا يزالون يعتبرون القاعدة الجماهيرية ونمط الحياة كيانات اجتماعية منفصلة. لقد حددوا واعتمدوا معنىً بديلاً لكلمة فروي الخاصة بهذه المجموعة: «شخص له علاقة عاطفية / روحية مهمة مع حيوان أو حيوان، حقيقي أو خيالي أو رمزي».
في استطلاع عام 2007، جيرباسي وآخرون. درست ما يعنيه أن تكون فرويًا، واقترحت تصنيفًا لتصنيف «أنواع» مختلفة من الفراء. وصفت المجموعة الأكبر - 38٪ ممن شملهم الاستطلاع - اهتمامهم بالفاندوم الفروي في الغالب بأنه «طريق للتواصل الاجتماعي مع الآخرين الذين يشاركونهم اهتمامات مشتركة مثل الفن والأزياء المجسمة.»  ومع ذلك، فقد حددوا أيضًا الفراء الذين رأوا أنفسهم «بخلاف البشر»، أو الذين يرغبون في أن يصبحوا أكثر شبهاً بالأنواع ذات الفراء التي حددوها.

## الجوانب الجنسية
عند مقارنتها مع عامة السكان، فإن المثلية الجنسية ومزدوجي الميول الجنسية يتم تمثيلهما بشكل مفرط في قاعدة المعجبين ذات الفراء  بحوالي 10 أضعاف. من بين سكان الولايات المتحدة، يعرّف حوالي 1.8٪ من الأشخاص أنفسهم على أنهم ثنائيو الجنس و 1.7٪ كمثليين وفقًا لدراسة أجريت عام 2011 من علماء في جامعة كاليفورنيا. في المقابل، وفقًا لأربعة استطلاعات مختلفة، أفاد 14-25٪ من أعضاء العشوائية عن المثلية الجنسية، 37-52٪ ازدواجية، 28-51٪ شذوذ جنسي، و3-8٪ أشكال أخرى من العلاقات الجنسية البديلة. أفاد ما يقرب من نصف المستطلعين أنهم على علاقة، وكان 76 ٪ منهم على علاقة مع عضو آخر في فاندوم فروي. تشمل الأمثلة على الجوانب الجنسية في المعجبين بالفرو الفن المثير والجنس السيبراني ذي الطابع الفروي. مصطلح «yiff يستخدم» أحيانا للإشارة إلى النشاط الجنسي أو مواد جنسية داخل فندوم، وهذا ينطبق على النشاط الجنسي والتفاعل داخل ثقافة فرعية سواء في شكل سبرسإكس أو حاليا.

## التصور العام والتغطية الإعلامية
ركز التصوير المبكر للفرو في مجلات مثل Wired ،  Loaded ،  Vanity Fair ،  وعمود الجنس الجماعي "Savage Love " بشكل أساسي على الجانب الجنسي للعشوائية ذات الفراء. ظهرت صور خيالية للفاندوم الفروي في برامج تلفزيونية مثل ER ،  CSI: Crime Scene Investigation ،  The Drew Carey Show ،  Sex2K على MTV ،  Entourage ،  1000 طريقة للموت ،  Tosh.0 ،  تحقق من ذلك! مع الدكتور ستيف برول ،  و 30 روك. يدعي معظم المعجبين بالفراء أن هذه الصور الإعلامية هي مفاهيم خاطئة،  بينما تركز التغطية الأخيرة على فضح الخرافات والصور النمطية التي أصبحت مرتبطة مع المعجبين بالفرو. لاحظ أحد المراسلين الذين حضروا أنثروكون 2006 أنه «على الرغم من صورتهم الجامحة من فانيتي فير و MTV و CSI ، فإن التقاليد الفروية لا تدور حول الجنس الغريب بين غريب الأطوار يرتدون أزياء ماكرة»، فإن الحاضرين في المؤتمر «لم يمارسوا الجنس أكثر من بقية لنا»،  وأن الاتفاقية ذات الفراء كانت تدور حول«يتحدث الناس ويرسمون الحيوانات وشخصيات الكتاب الهزلي في دفاتر الرسم.»  في أكتوبر 2007، حضر مراسل هارتفورد أدفوكيت FurFright 2007 متخفيًا بسبب قيود وسائل الإعلام. علمت أن القيود كانت تهدف إلى منع التضليل، وذكرت أن السلوك الفاضح الذي توقعته لم يكن واضحًا. كانت التغطية الأخيرة للعشائر ذات الفراء أكثر توازناً. وفقًا لإيان وولف، مقال نشر عام 2009 من بي بي سي بعنوان «من هم الفراء؟» كان أول عمل صحفي يتم ترشيحه لجائزة Ursa الكبرى، وهي الجوائز الرئيسية التي تُمنح في مجال التجسيم.
وفقًا لمسح ، فإن حوالي نصف ذوات الفراء ينظرون إلى رد فعل الجمهور على المعجبين بأنه سلبي؛ ذكر أقل من الخمس أن الجمهور استجاب لهم بشكل سلبي أكثر من معظمهم. أدى اعتقاد المعجبين بالفراء بأنهم سيتم تصويرهم على أنهم «مهووسون بالجنس بشكل أساسي» إلى عدم الثقة في وسائل الإعلام والباحثين الاجتماعيين.
بالإضافة إلى ذلك، نمت القاعدة الجماهيرية لتصبح ديموغرافية كبيرة لدرجة أنه بحلول عام 2016، قامت شركة الأفلام والت ديزني ستوديوز بتسويق فيلم الرسوم المتحركة الطويل، زوتوبيا في مرحلة ما قبل الإصدار إلى القاعدة الجماهيرية لتشجيع الاهتمام بالفيلم.

## الجوانب الاجتماعية

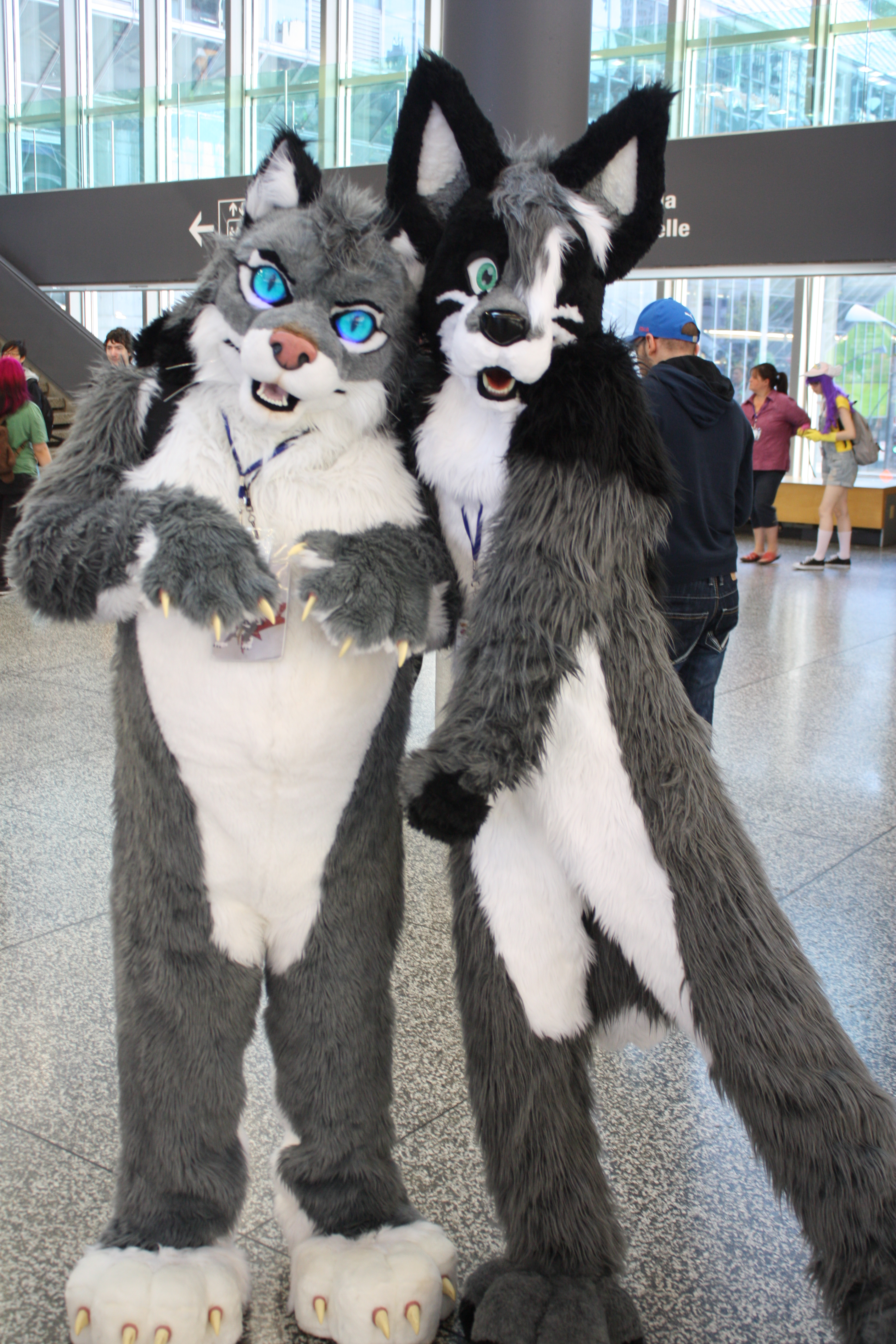
يصمم بعض عشاق الفرو ويرتدون أزياء تسمى "ذات الفراء" تصور شخصياتهم

قام المشروع الدولي لبحوث الأنثروبومورفيك (IARP)، وهو فريق من علماء الاجتماع من مختلف التخصصات بقيادة بلانت وريسن وروبرتس وجرباسي، بجمع البيانات عن القاعدة الجماهيرية ذات الفراء باستخدام العديد من المنهجيات. يجمع منشورهم لعام 2016 العديد من الدراسات التي تمت مراجعتها من قبل الأقران والمنشورة ذاتيًا في مجلد واحد. ومن بين النتائج التي توصلوا إليها أن متوسط فروي البالغ يتراوح بين 23 و 27 عامًا، حيث أفاد أكثر من 75٪ من فروي البالغين بعمر 25 عامًا أو أقل، و 88٪ من فراء البالغين تقل أعمارهم عن 30 عامًا. لم يتم تضمين القصر في الدراسة لأسباب تتعلق بأخلاقيات المهنة. :4–7 78-85٪ من الفراء يتعرف على أنه ذكر، أما الباقي فيتعرف على أنه أنثى؛ في حين أن معظمهم من حاملي الجنس، فإن 2 ٪ من المتحولين جنسيا. :10 83-90٪ من الفراء يعرف نفسه بأنه أبيض، مع أقليات صغيرة من الفراء تعرف بأنها آسيوية (2-4٪)، أسود (2-3٪)، وإسباني (3٪). :7–10 21٪ من الفراء يعتبرون أنفسهم من أصحاب النبلاء، و 44٪ يعتبرون أنفسهم من عشاق الرسوم المتحركة، و 11٪ يعتبرون أنفسهم من عشاق الرياضة. :32–33 الفروين، كمجموعة، أكثر ليبرالية من الناحية السياسية وأقل تديناً من الأمريكيين العاديين أو مجموعات معجبين أخرى مماثلة مثل محبي الرسوم المتحركة، :18 بينما لا تزال تحتوي على مجموعات مثيرة للجدل مثل النازيين الجدد ونشطاء اليمين المتطرف الذين ينتمون إلى جزئيًا على سبيل الدعابة وجزئيًا بشكل جدي. من حيث التفضيل الديني، عرّف 54٪ من الفراء ذاتيًا على أنهم ملحدون أو محايدون دينياً، و 23٪ مسيحيون، و 4٪ باغان، و 2٪ من الويكا، والباقي مع ديانات أخرى. :16 ما يقرب من 70 ٪ من فراء الكبار إما أكملوا أو يكملون حاليًا تعليمهم بعد الثانوي. :12
واحدة من أكثر السلوكيات العالمية في المعجبين بالفرو هي إنشاء ذات الفراء - تمثيل حيواني مجسم أو صورة ملف شخصي. أكثر من 95 ٪ من الفراء لديها ذات الفراء - صورة رمزية مجسمة أو تمثيل لأنفسهم. ما يقرب من نصف الفراء أفادوا أنه لم يكن لديهم سوى ذات الفراء واحدة لتمثيل أنفسهم؛ عدد قليل نسبيًا من الفراء يحتوي على أكثر من ثلاثة أو أربعة ذوات الفراء؛ يرجع هذا جزئيًا إلى حقيقة أن ذوات الفراء، بالنسبة للعديد من الفراء، تمثل تمثيلًا ذا مغزى شخصيًا وذات مغزى لذاتها المثالية. تشمل الأنواع الأكثر شيوعًا الذئاب والثعالب والكلاب والقطط الكبيرة والتنين. تشير البيانات إلى أنه لا توجد عمومًا ارتباطات بين سمات الشخصية وأنواع ذات الفراء المختلفة. :50–74 ومع ذلك، فإن الفراء، جنبًا إلى جنب مع عشاق الرياضة، يبلغون عن درجات مختلفة من سمات الشخصية عند التفكير في أنفسهم في هويتهم اليومية مقارنة بهوية المعجبين. :129–133 تعرف بعض أنواع الفراء على أنها غير بشرية جزئيًا: يقول 35٪ إنهم لا يشعرون بأن 100٪ إنسان (مقارنة بـ 7٪ من غير الفراء)، و 39٪ يقولون إنهم سيكونون 0٪ بشرًا إذا استطاعوا (مقارنة بـ 10٪ من غير الفراء) فروين). :78
الشمول والانتماء هما موضوعان محوريان في القاعدة الجماهيرية ذات الفراء: مقارنة بأعضاء الجماهير الأخرى مثل الأنيمي أو الرياضة الخيالية ، من المرجح بشكل كبير أن تتعرف الفراء على الأعضاء الآخرين في مجتمع المعجبين بها. في المتوسط ، نصف أصدقاء فروي هم أيضًا من الفراء. :123–133 يصنف ذات الفراء أنفسهم أعلى (مقارنة بعينة مجتمعية مقارنة من غير الفراء) على درجة الوعي العالمي (معرفة العالم والشعور بالاتصال بالآخرين في العالم)، وتحديد المواطنة العالمية (الارتباط النفسي مع المواطنين العالميين)، والاستدامة البيئية. :18

## روابط خارجية
- فاندوم فروي على مشروع الدليل المفتوح
- Adult furry sites على مشروع الدليل المفتوح